# Takeshige Akihiko
Akihiko Takeshige (竹重 安希彦 Takeshige Akihiko,  sinh ngày 21 tháng 8 năm 1987) là một cầu thủ bóng đá người Nhật Bản hiện tại thi đấu cho Tochigi SC.

## Thống kê câu lạc bộ
Cập nhật đến ngày 23 tháng 2 năm 2018.
| Câu lạc bộ          | Mùa giải            | Giải vô địch | Giải vô địch | Cúp Hoàng đế Nhật Bản | Cúp Hoàng đế Nhật Bản | J. League Cup | J. League Cup | Tổng    | Tổng      |
| Câu lạc bộ          | Mùa giải            | Số trận      | Bàn thắng    | Số trận               | Bàn thắng             | Số trận       | Bàn thắng     | Số trận | Bàn thắng |
| ------------------- | ------------------- | ------------ | ------------ | --------------------- | --------------------- | ------------- | ------------- | ------- | --------- |
| Júbilo Iwata        | 2010                | 0            | 0            | 0                     | 0                     | 0             | 0             | 0       | 0         |
| Júbilo Iwata        | 2011                | 0            | 0            | 0                     | 0                     | 0             | 0             | 0       | 0         |
| Júbilo Iwata        | 2012                | 1            | 0            | 2                     | 0                     | 2             | 0             | 5       | 0         |
| Albirex Niigata     | 2013                | 0            | 0            | -                     | -                     | 3             | 0             | 3       | 0         |
| Júbilo Iwata        | 2014                | 0            | 0            | 0                     | 0                     | -             | -             | 0       | 0         |
| Tochigi SC          | 2015                | 22           | 0            | 0                     | 0                     | -             | -             | 22      | 0         |
| Tochigi SC          | 2016                | 0            | 0            | –                     | –                     | –             | –             | 0       | 0         |
| Tochigi SC          | 2017                | 1            | 0            | –                     | –                     | –             | –             | 1       | 0         |
| Tổng cộng sự nghiệp | Tổng cộng sự nghiệp | 24           | 0            | 2                     | 0                     | 5             | 0             | 31      | 0         |